# Бывалово (микрорайон)
{{#if:||
Микрорайон Быва́лово — бывшая деревня Вологодского уезда, ныне микрорайон в городе Вологде. Находится в южной части города.

## География
Деревня Бывалово находилась во времена своего существования к юго-западу от Вологды.
Название «Бывалово» некоторые источники распространяют также на территорию микрорайонов «Ремсельмаш» и «Можайский». 
Собственно микрорайон Бывалово ограничен улицами Ярославской с севера, Новгородской с юга, существующей только в проекте улицей Молодёжной на востоке и Пошехонским шоссе на западе.
Микрорайон Бывалово на севере граничит с микрорайоном «Можайский», на западе — с микрорайоном «Ремсельмаш», на востоке естественным рубежом является Осановская роща, на юге — т. н. больничный комплекс (корпуса областной больницы). В широком смысле названием «Бывалово» обозначают территорию города к югу от железнодорожного вокзала по всей длине Пошехонского шоссе в черте города по обе его стороны.
Наиболее крупной улицей и транспортной артерией микрорайона является Пошехонское шоссе, связывающее его с центром города (на севере) и выходящее на юге в Вологодский район. По Пошехонскому шоссе проходит основная часть маршрутов общественного транспорта, на котором из микрорайона можно попасть в другие части города. Имеется большое количество автобусных остановок на шоссе.

## История
Точный год основания деревни Бывалово неизвестен, однако она уже наносилась на карты конца XVIII века.
В 1735 году деревня Бывалово находилась во владении, располагалась в километре от Вологды. состояла из 14 хозяйств. Административно-территориальная принадлежность: Вологодская губерния, Вологодский уезд.
На 1886 год во владении уже не состояла, состояла из 19 дворов, входила в Спасскую волость того же уезда.
В 1907 году упоминаются три селения с таким названием, Бывалово а, Бывалово б и Бывалово в. Все они были населены бывшими помещичьими крестьянами, относились к Николаевскому приходу на Глинках, одно из них входило в Верхнее Осановское общество, остальные в Нижнее Осановское. Располагались на одном и том же расстоянии от уездного города и волостного правления, судя по всему, находились в одном месте.
Микрорайон возник в 1982 году. Первые дома были построены на Новгородской улице (№ 29 и 31-а). 
Последние дома деревни были снесены в 2000-х годах. Многие жители бывшей деревни после сноса домов переехали на улицу Новгородскую.
В 2015 году создано ТОС «Бывалово».
В 2020 году улица Ярославская должна быть продлена дальше на восток и соединена с улицей Конева, в результате чего район получит ещё одну сквозную магистраль наравне с Пошехонским шоссе. Этот план был включён почти во все предвыборные программы последних двадцати лет, сроки его исполнения постоянно переносились.

## Самоуправление
На территории микрорайона действует ТОС «Бывалово».
В октябре 2016 года депутатом от Бывалова в областное Законодательное Собрание избран Роман Заварин.

## Социальная сфера
К территории микрорайона с юга примыкает комплекс зданий областной больницы, областной детской больницы, строительство которых ведётся до сих пор.
В микрорайоне расположены среднеобразовательные школы № 3 и № 41.
Во время существовании деревни действовала деревянная церковь апостолов Петра и Павла (ныне не существует, дата исчезновения неизвестна).

## Промышленность
В районе Бывалова находятся Бываловский машиностроительный завод (бывший завод Ремсельмаш), Вологодский молочный комбинат и Сельскохозяйственный комбинат «Тепличный». Все они находятся на чётной стороне Пошехонского шоссе, через дорогу от собственно микрорайона «Бывалово».